# Berkeley Systems
Berkeley Systems fue una empresa de software del área de la Bahía de San Francisco cofundada en 1987 por Wes Boyd y Joan Blades. Al principio ganó dinero realizando trabajos por contrato para los Institutos Nacionales de Salud, específicamente haciendo modificaciones al Macintosh para que pudiera ser usado por personas ciegas o con visión parcial. Varios de estos programas de Access fueron licenciados por Apple Computer y agregados al sistema operativo. Quizás la más ambiciosa de estas tecnologías fue un programa que podía leer la pantalla de Macintosh, llamado outSPOKEN, que ganó un premio de tecnología del Instituto Smithsoniano en 1990.
El primer éxito comercial de Berkeley Systems fue un producto de escritorio virtual para Macintosh llamado Stepping Out. Dado el pequeño tamaño de las primeras pantallas de Macintosh, este producto tuvo cierto uso y la idea fue ampliamente copiada. El éxito mucho mayor fue After Dark, un protector de pantalla modular que incluía tostadoras voladoras y el primero de su tipo en venderse. La idea fue traída a Berkeley Systems por Jack Eastman y Patrick Beard. Posteriormente, Eastman fue puesto a cargo del desarrollo de software en Berkeley Systems.
El producto más vendido de Berkeley Systems, el juego de trivia You Don't Know Jack, fue desarrollado por Jellyvision, basado en su premiada película educativa para niños «The Mind's Treasure Chest». You Don't Know Jack introdujo el modelo de aprendizaje interactivo, la estructura atractiva y el ritmo y personaje anfitrión de ese programa en el mercado comercial. También trajo gráficos, edición de sonido y marketing a Berkeley; la producción del programa continuó en los estudios de Jellyvision en Chicago.
También crearon otros títulos de software menos conocidos, como Launch Pad, un reemplazo de escritorio para niños, y Expresso Calendar and Address Book.
Con sede en el antiguo edificio Pacific Bell en Rose Street y Shattuck Avenue en Berkeley, California, Berkeley Systems creció hasta tener 120 empleados y unos ingresos anuales de 30 millones de dólares antes de ser adquirida por la división Sierra On-Line de CUC International en 1997 por 13,8 millones de dólares. La posterior adquisición de Sierra y una serie de empresas similares por parte de Vivendi Universal unió a diversos departamentos de ventas y marketing en competencia con una única directiva: vender anuncios en banners web. Como resultado, Berkeley Systems se convirtió en la sede estadounidense de Flipside.com, de propiedad francesa. A principios de 2000, Berkeley Systems se fusionó con el incipiente sitio de juegos de azar con sede en Los Ángeles iWin.com, según los términos de la adquisición de ese sitio por parte de Vivendi.
Las tostadoras fueron objeto de dos demandas, la primera en 1993, Berkeley Systems vs Delrina Corporation, por un módulo del protector de pantalla Opus 'N Bill de Delrina en el que Opus el pingüino derriba las tostadoras. Más tarde, Delrina cambió las alas de las tostadoras por hélices para evitar infringir la marca registrada. El segundo caso fue presentado en 1994 por el grupo de rock de los años 60 Jefferson Airplane, que afirmó que las tostadoras eran una copia de las tostadoras aladas que aparecían en la portada de su álbum de 1973 Thirty Seconds Over Winterland. El caso fue desestimado porque el arte de la portada no había sido registrado como marca por el grupo antes del lanzamiento del protector de pantalla por parte de Berkeley Systems.
Boyd y Blades fundaron el grupo político liberal MoveOn.org en 1998. Posteriormente, Blades también cofundó MomsRising.org con Kristin Rowe-Finkbeiner en 2006.